# 楠山義太郎
楠山 義太郎（くすやま よしたろう、1897年（明治30年）6月28日 – 1990年（平成2年）1月7日）は、大正・昭和期のジャーナリスト、政治家。衆議院議員。

## 経歴
和歌山県日高郡由良村（現由良町）で楠山四郎右衛門の二男として生まれた。1920年（大正9年）早稲田大学政治経済学科を卒業。同年9月、大阪毎日新聞社に入社。1921年（大正10年）コロンビア大学に留学し、さらにバージニア大学で学んだ。
ロンドン特派員となり、1932年（昭和7年）リットン調査団報告書をスクープした。神戸支局長を経て、東京日日新聞外国通信部長に転じて第二次世界大戦下のヨーロッパを視察した。欧米部長、副主筆を経て、戦時中は日本タイムス社長、上海タイムス社長を務めた。
戦後、毎日新聞に編集局長として復帰し、1946年（昭和21年）取締役兼英文毎日主筆に就任。1947年（昭和22年）東京本社渉外局長を兼務し、大阪本社編集主幹兼英文毎日主筆となる。以後、東京日日新聞社長、毎日新聞社相談役を務め、1951年（昭和26年）に退社し、同社客員となる。
1952年（昭和27年）10月、第25回衆議院議員総選挙で和歌山県第2区から改進党公認で出馬して当選し、衆議院議員に1期在任した。その後、第26回、第27回総選挙に立候補したがいずれも落選した。
その他、早稲田大学講師、日本放送協会経営委員会委員を務めた。1990年1月、心不全のため死去した。

## 著作
- 『在支欧米人の時局観』〈新支那事情普及叢書 第4輯〉東亜同文会、1939年。
- 『インドの聖雄:ガンジー翁傳記』トナミ書房、1948年。

## 脚註
1. ↑  『大衆人事録 第19版 東京篇』296頁。
2. 1 2 3 4 5 6 7 8 9 10 11  『議会制度百年史 - 衆議院議員名鑑』227頁。
3. 1 2 3 4 5 6 7 8 9  『現代物故者事典 1988～1990』232頁。
4. 1 2 3 4 5 6 7 8  『人事興信録 第15版 上』ク11頁。
5. 1 2  『国政選挙総覧 1947-2016』285頁。